# Fotografia aplicada a la pintura
Des de la invenció de la fotografia al segle xix aquesta va suposar la substitució de la pintura per els seus baixos costos, però més endavant també la va ajudar a reproduir de forma més fidel aquesta realitat.
A mitjans de segle, paral·lelament a aquesta invenció, existien dos moviments pictòrics i literaris anomenats «realisme» i «naturalisme», que tenien un objectiu comú: reproduir la realitat amb una objectivitat documental en tots els aspectes, tant en els més sublims com els més vulgars, desagradables o sòrdids. Aquests van ser substituïts gradualment per l'impressionisme a causa de una necessitat dels artistes d'anar més enllà de la realitat i expressar coses que la fotografia no podia.

## Context fotogràfic

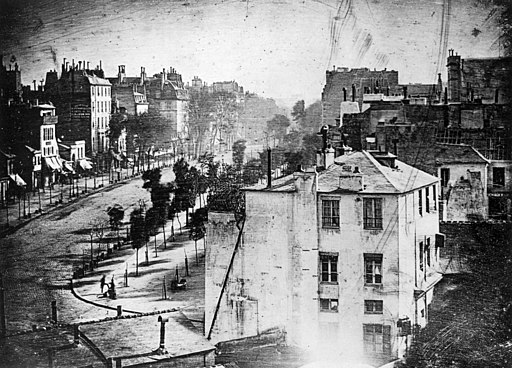
Boulevad du Temple (daguerrotip)

La invenció de la fotografia data de 1826, amb la fotografia de Joseph Niépce fixant una imatge sobre una placa de peltre fent servir un compost d'argent i una exposició de 8 hores. Després de la seva mort l'any 1833, el seu procediment va continuar desenvolupant-se amb l'ajuda de Louis Daguerre produint una sola imatge positiva. A aquesta tècnica li va posar el nom de daguerrotip. L'any 1838 es va fer la primera fotografia amb persones, amb el títol de Boulevad du Temple. En 1835 William Fox Talbot va fer servir un altre mètode que va anomenar calotip (o talbotip) que permetia tenir un negatiu sobre paper. Cinc anys més tard ja era capaç de treure diversos positius del seu negatiu. És a partir d'aquest moment quan es comença a desenvolupar la fotografia com a mitjà artístic. Es va crear per tant un nou mitjà i una nova manera de veure la realitat.
«Algunes notes sobre l’art del dibuix fotogènic o el procediment pel qual els objectes naturals poden dibuixar-se a si mateixos, sense l’ajuda del llapis de l’artista». (Talbot, 1839)
No obstant, la consideració de la fotografia com un art no va ser un procés fàcil. La seva integració a l'art va ser un procés molt discutit. El retrat fotogràfic va tenir gran acollida com a reemplaçament del retrat pintat perquè era molt més barat. De fet, fotògrafs pioners com Daguerre, van ser abans pintors o dibuixants. A causa de la popularització creixent del retrat fotogràfic en detriment del pintat, gran quantitat de pintors van decidir convertir-se en fotògrafs retratistes per sobreviure i van ser molts d'aquests els que van lluitar per la consideració de la fotografia com a art.

## Context pictòric

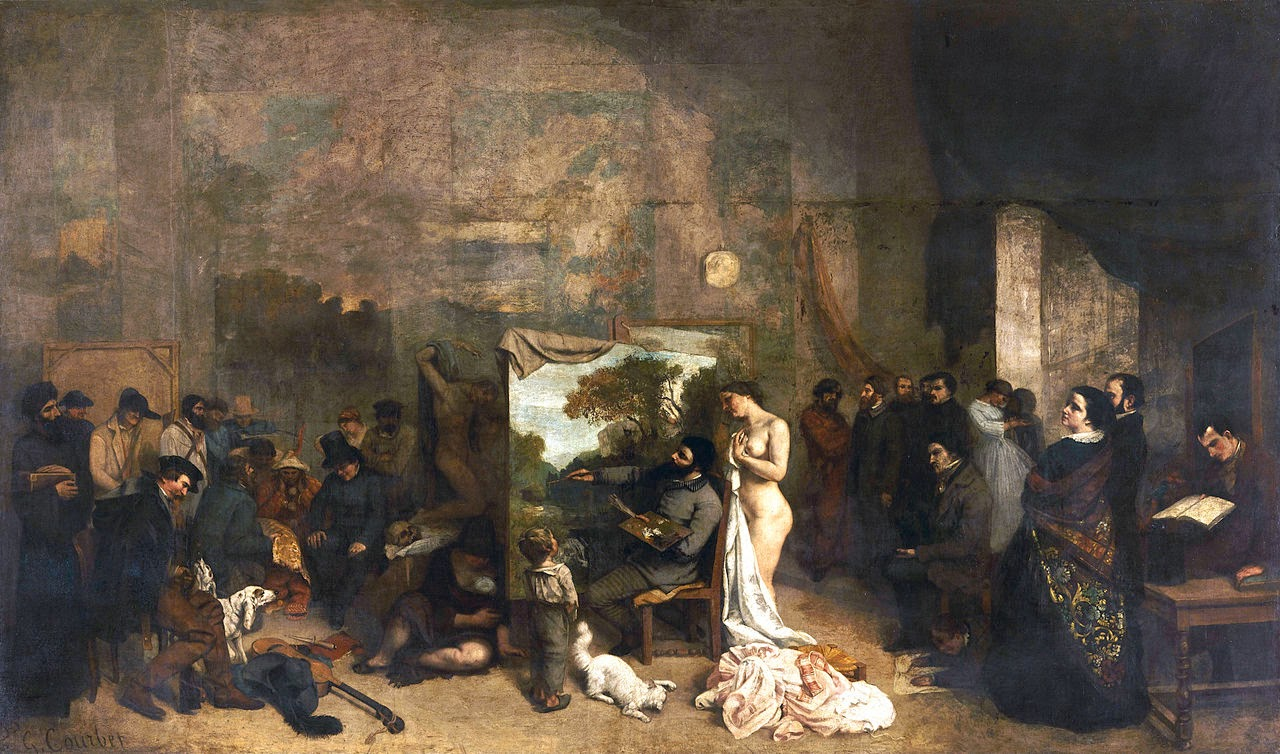
El Taller del Pintor (1955), Courbet

El moviment artístic que s'estava desenvolupant paral·lelament a la fotografia va ser el Resalisme. Aquest va sorgir a mitjans del segle xix a causa de la implantació de la burgesia i pretenia denunciar els problemes de la industrialització amb la representació directa de la realitat. Va ser el quadre de Courbet, El Taller del Pintor (1955), el que va donar origen al moviment i va servir de manifest. Una vegada desenvolupat aquest moviment va començar a sorgir un de nou amb bases molt similars, el Naturalisme (1870), essent el seu màxim representant Émile Zola, que pretenia representar la realitat de forma totalment imparcial de forma rigorosa, documentada i científica. Aquest nou moviment es va caracteritzar, en termes artístics, per utilitzar la pintura d'una forma més lliure, fent servir principalment el colors primaris i donant importància a la llum.

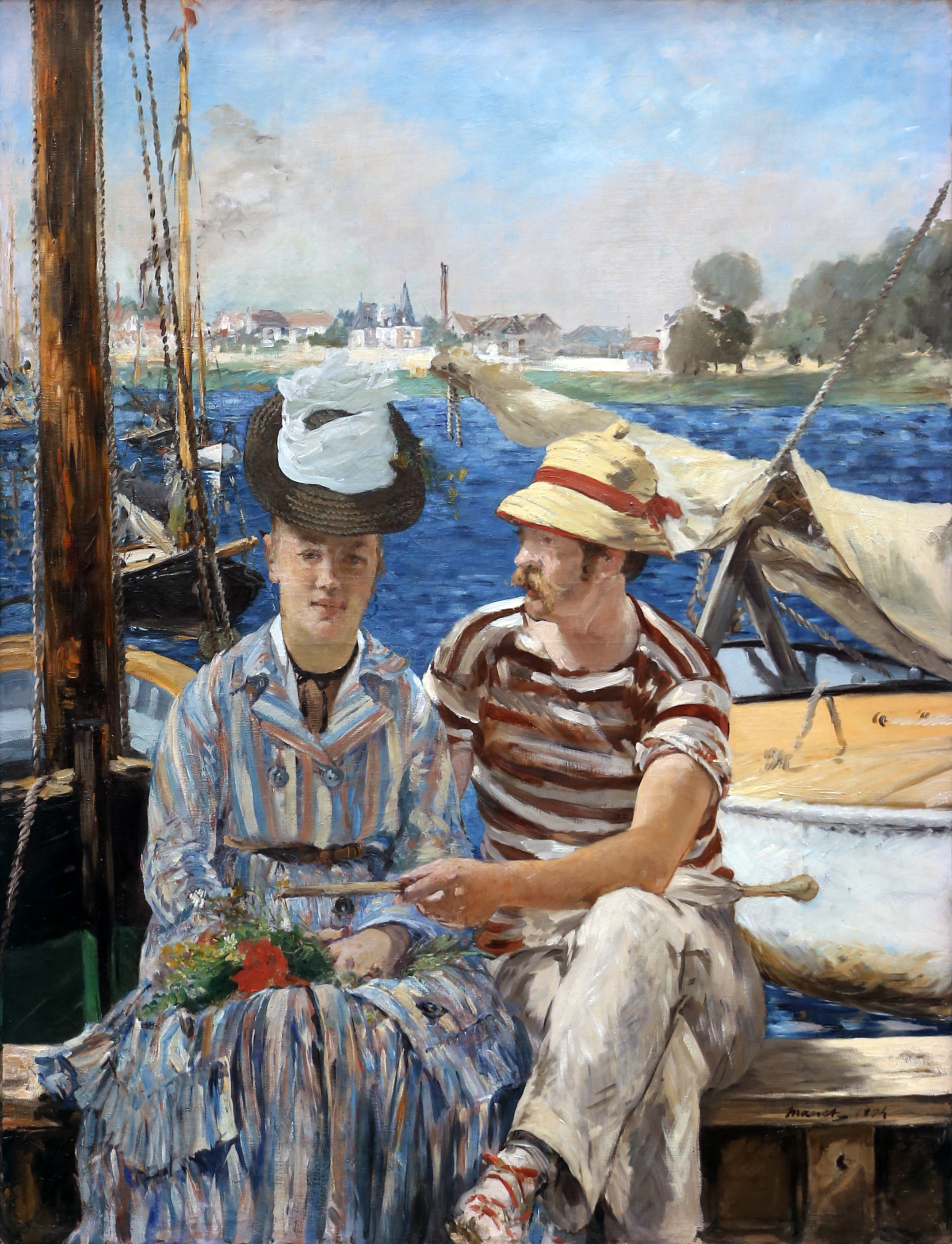
Argenteuil (1874), Édouard Manet

Aquests aspectes predeien el següent corrent artístic, l'Impressionisme, fent de pont entre dos moviments oposats. Aquesta transició del Realisme a l'Impressionisme es veu molt marcada en la obra de Manet que en realitat no responia a les convencions tècniques del tractament de la llum i el color dels impressionistes. A mitjans de 1860 la paleta de Manet es va tornar més clara amb un clar alliberament cromàtic i formal respecte a la llum.

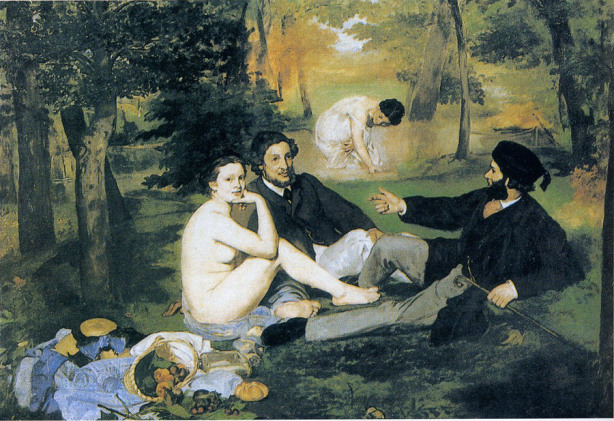
El dinar campestre (1863), Édouard manet

L'any 1873 es va marcar un punt d'inflexió a la pintura; tots els pintors impressionistes eren ja conscients de formar un grup i de tenir els mateixos objectius que defensar.
La segona meitat del segle xix va presenciar importants evolucions científiques i tècniques que van permetre la creació de nous pigments amb què els pintors donarien nous colors a la seva pintura. A partir de l'ús de colors purs o saturats, els artistes van donar lloc a la llei del contrast cromàtic i la llei de colors complementaris enriquint l'ús de colors purs baix contrasts, generalment de freds i càlids.

## Convergència i influència
La invenció de la fotografia va significar una revolució al terreny de les arts visuals.

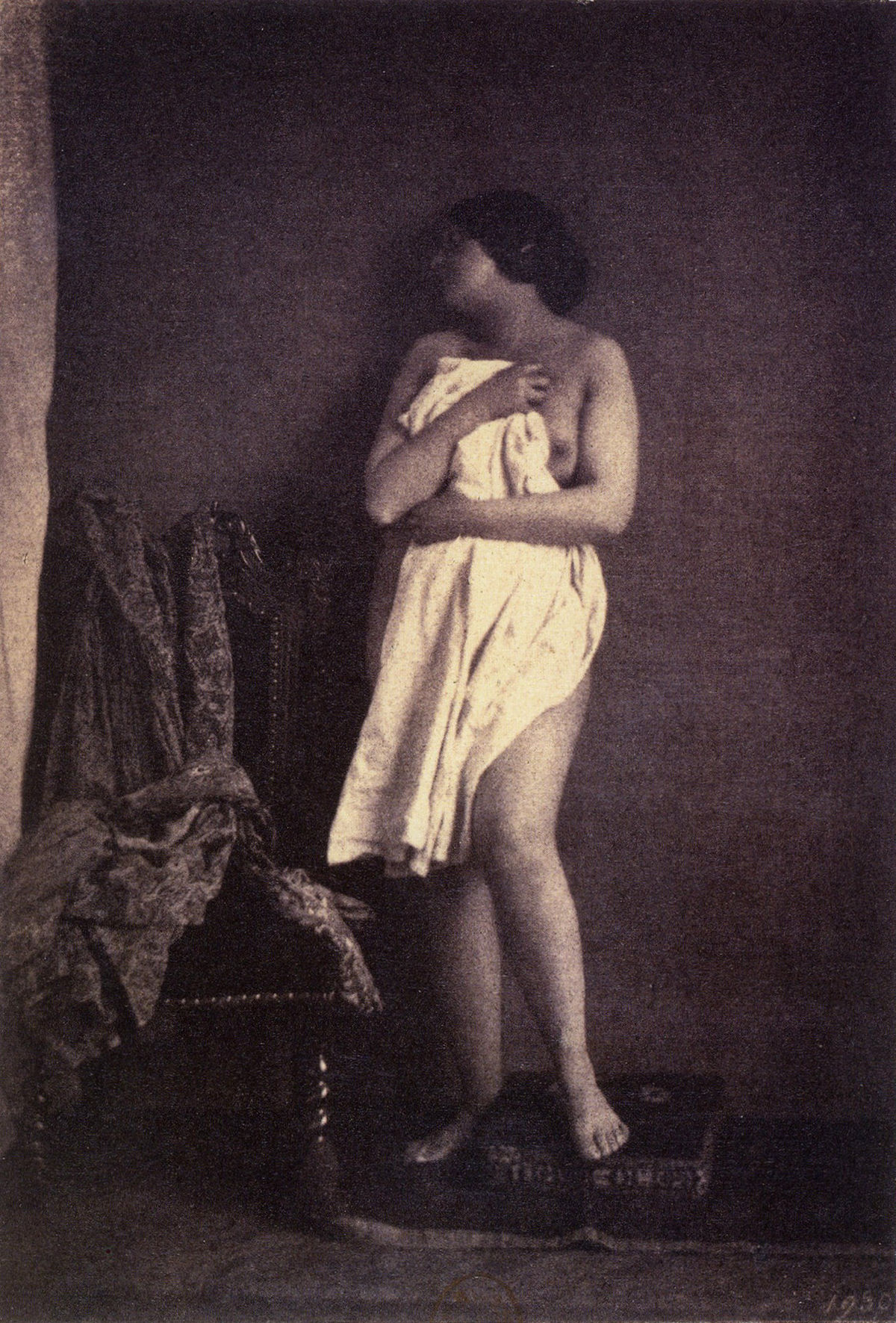
Estudi del cos nu, Julián Vallou de Villeneuve

Abans de l'establiment de la fotografia, ja molts pintors durant el Renaixement utilitzaven la cambra obscura per fer els seus dibuixos previs. És quan comença la fotografia, que la pintura realitza una gran evolució. Les fotografies són encara en blanc i negre, però es podien projectar directament amb un projector sobre el paper o el llenç, això facilitava molt més la tasca del dibuix. Per exemple, la figura de la dona nua a L'estudi del pintor es realitza basant-se en una instantània de nu de Julián de Vallou Villeneuve. Amb el naixement de la fotografia, quan els pintors interessats en el realisme poden fer un altre realisme: El realisme fotogràfic o hiperrealisme.
Una vegada aconseguit això, els valors de clars i foscos estaven ja donats a la projecció, només quedava interpretar aquests clarobscurs amb color. És quan els pintors descobreixen un recurs il·limitat, per expressar-se mitjançant el color, deixant ja d'haver de preocupar-se per la forma: l'Impressionisme.
A més, pintors no realistes com Delacroix,van investigar en el camp de la fotografia per estudiar les formes. Abans de la fotografia, la càmera fosca hauria servit pintors com Vermeer, Canaletto o Ingres per a la mateixa fi. La fotografia suggereix nous punts de vista a la pintura, nous models de composició pictòrica, crea una determinada preferència pel fragment i realça l'interès pel moviment fugaç i els efectes lluminosos.